# Fusarium lactis
Fusarium lactis är en svampart som beskrevs av Pirotta 1879. Fusarium lactis ingår i släktet Fusarium och familjen Nectriaceae.   Inga underarter finns listade i Catalogue of Life.